# Takayuki Suzuki
Takayuki Suzuki (født 5. juni 1976) er en japansk fodboldspiller.

## Japans fodboldlandshold
| Japans landshold | Japans landshold | Japans landshold |
| År               | Kmp              | Mål              |
| ---------------- | ---------------- | ---------------- |
| 2001             | 10               | 3                |
| 2002             | 13               | 1                |
| 2003             | 4                | 0                |
| 2004             | 18               | 6                |
| 2005             | 10               | 1                |
| Total            | 55               | 11               |